# Замчиско (село)
Замчиско (укр. Замчисько) — село в Таракановской сельской общине Дубенского района Ровненской области Украины.
Население по переписи 2001 года составляло 63 человека. Почтовый индекс — 35670. Телефонный код — 3656. Код КОАТУУ — 5621686003.